# いつもおそばに歌謡曲
いつもおそばに歌謡曲は、アール・エフ・ラジオ日本で毎週木曜日25:00～25:30（金曜日　午前1:00～1:30）に放送されていた音楽番組である。パーソナリティは歌手の坂本数馬（さかもと・かずま）。アシスタントは古屋敷知子（ふるやしき・ともこ）。番組の提供は首都圏一円に店舗を構える立ち食いそば屋の富士そばの一社提供であった。2006年9月28日をもって放送終了した。
- 番組は演歌歌手を中心としたゲストを呼んでトークするか、ゲストが入らない時はテーマを決めて坂本と古屋敷とのトーク。合間に演歌を中心とした歌謡曲を流している。
- 中盤に坂本がスポンサーの富士そばの店舗を回り店長にインタビュー、曲のリクエストをもらうコーナーがある。そのため富士そば店内に番組宣伝ポスターが貼られている。
- 古風な番組だが放送開始は2005年10月6日と意外に日が浅い。
- 番組開始当初は毎週木曜日25:30～26:00に放送していたが、2006年4月6日から現在の時間に移動する。
- 番組のオープニングテーマソングは富士そば社長で作詞家の丹まさと作詞、坂本数馬作曲、おそば合唱団が歌う「おそばの唄」。